# Ustilago esculenta
Ustilago esculenta (можлива назва українською — сажка дикого рису) — вид грибів роду сажка (Ustilago). Сучасну біномінальну назву надано у 1895 році.

## Будова
Викликає розростання тканин у рослини-хазяїна.

## Поширення та середовище існування
Росте на дикому рисі Zizania aquatica, Zizania latifolia. У деяких дослідженнях зазначають, що Zizania latifolia є єдиним хазяїном гриба.

## Практичне використання
У деяких районах Китаю та на острові Тайвань традиційно їдять пагони дикого рису, що розрослися під впливом гриба, але до появи спор. Поля спеціально заражають ним, щоб продукувати таку їжу. Існують відомості, що спори цих грибів викликають отруєння.